# 安行出羽
安行出羽（あんぎょうでわ）は、埼玉県川口市の地名。現行行政地名は安行出羽一丁目から安行出羽五丁目。住居表示実施地区。郵便番号は334-0052。

## 地理
埼玉県川口市中東部に位置する。国際興業バス、東武バスの終点がある　北で伝右川を跨いで草加市新栄町、東で安行吉蔵、南で安行領家、西で安行、北東で安行藤八と隣接する。およそ北緯35度51分、東経139度45分にあたる。主に住宅地として利用され、公園・緑道も多く整備されている。
川口市立安行東小学校の開校と同時に人口増加が進んでいる一方で交番配置がなく、自治会による防犯活動が主である。しかし、地域住民への配慮から警察の昼夜問わず防犯活動が活発である。また宅地開発的造成の為、早くから区画整理が為されており安行地区で唯一、丁目区分されていて三丁目割りから現在は五丁目割りされている。

### 河川
- 伝右川
  - 幸福川

### 地価
住宅地の地価は、2015年（平成27年）1月1日の公示地価によれば、安行出羽五丁目13-8の地点で13万7000円/m2となっている。

## 歴史
区画整理前は蓮沼が多く、一部で稲作など行われていた。1976年（昭和55年）8月に川口市の都市計画事業の一環で川口市安行出羽特定土地区画整理組合が設立され、土地区画整理事業造成で工事が始まると同時に、安行東小学校が現在の安行スポーツセンター付近に仮設プレハブ校舎として開校した。この校舎は1986年（昭和61年）に現在の場所へ移転した。区画整理の後、安行領家のうち東京外郭環状道路より北側を分離して1992年（平成4年）に成立した。
地区は植木の町として栄え、区画整理後も田圃や植木畑が多く占めていたが、1992年（平成4年）の東京外環自動車道の開通後からその面積は年々減っており、平成初期から現在に至るまで宅地開発が盛んに行われている。1996年（平成8年）6月より、国際興業バスの安行川口青果市場の終点から安行出羽に延伸され、更に2004年（平成16年）7月より東武伊勢崎線草加駅までの路線が新設されたことから、以前と比べ利便性は改善している。

## 沿革
- 1985年（昭和60年）8月10日 - 大字安行、安行領家、安行藤八、安行吉蔵の各一部から安行出羽一丁目〜三丁目が成立[7]。
- 1992年（平成4年）10月1日 - 安行出羽二、三丁目から安行出羽2丁目19〜31番地を（新）安行出羽三丁目に、(旧）安行出羽三丁目1〜33番を安行出羽四、五丁目に住居表示再変更[8]。

## 世帯数と人口
2018年（平成30年）3月1日現在の世帯数と人口は以下の通りである。
| 丁目           | 世帯数    | 人口    |
| -------------- | --------- | ------- |
| 安行出羽一丁目 | 231世帯   | 542人   |
| 安行出羽二丁目 | 402世帯   | 1,013人 |
| 安行出羽三丁目 | 328世帯   | 862人   |
| 安行出羽四丁目 | 374世帯   | 997人   |
| 安行出羽五丁目 | 354世帯   | 914人   |
| 計             | 1,689世帯 | 4,328人 |

## 小・中学校の学区
市立小・中学校に通う場合、学区（校区）は以下の通りとなる。
| 丁目           | 番地 | 小学校               | 中学校               |
| -------------- | ---- | -------------------- | -------------------- |
| 安行出羽一丁目 | 全域 | 川口市立安行東小学校 | 川口市立安行東中学校 |
| 安行出羽二丁目 | 全域 | 川口市立安行東小学校 | 川口市立安行東中学校 |
| 安行出羽三丁目 | 全域 | 川口市立安行東小学校 | 川口市立安行東中学校 |
| 安行出羽四丁目 | 全域 | 川口市立安行東小学校 | 川口市立安行東中学校 |
| 安行出羽五丁目 | 全域 | 川口市立安行東小学校 | 川口市立安行東中学校 |

## 交通

### 鉄道
当地区には鉄道網がないため、公共交通はバスのみとなっている。
- 埼玉高速鉄道線（埼玉スタジアム線）・戸塚安行駅
  - 東川口方面・東京メトロ南北線方面
- 武蔵野線・東川口駅
  - 南浦和、北朝霞、府中本町方面・南越谷、新松戸、西船橋、京葉線方面
- 東武伊勢崎線・新田駅
  - 越谷、春日部、群馬県、栃木県方面・西新井、北千住、浅草、日比谷線直通、半蔵門線方面

以上の駅は自転車で20分以内で行ける範囲で、徒歩では中心部から戸塚安行駅まで20分以上は掛かる。

### 道路
- 東京外環自動車道
- 国道298号

埼玉県道・東京都道103号吉場安行東京線の尾竹橋通りと繋がっている道があり、この道路は将来的に東川口と直結される予定ではあるが、用地買収が進まず未だ完成の目処は立っていない。

## 施設
一丁目
- 安行出羽町会会館
- 安行中道北公園

二丁目
- 安行出羽北公園

三丁目
- 緑道6号安行出羽緑道

四丁目
- 川口市立安行東小学校
- 安行出羽公園
- 新隆寺

五丁目
- かわぐちこころ保育園
- 安行出羽南公園